# 葉問3
《叶问3》（英語：Ip Man 3），2015年的香港傳記動作片，由葉偉信執導，甄子丹、張晉、熊黛林及譚耀文領銜主演，袁和平任動作指導，葉正和葉準擔任詠春顧問，是叶问系列电影的第三集。故事承接2010年上映的《葉問2》，围绕叶问晚年展开。电影于2015年3月开拍，2015年12月16日在香港首映，2015年12月24日在香港、澳洲、台灣、新加坡、馬來西亞、紐西蘭及英國同步上映，中国大陸于2016年3月4日上映。於第53届金马奖獲得四项提名。續作《葉問4：完結篇》於2019年上映。

## 劇情
1959年，葉問與家人定居香港，而幾年前曾經前來拜師、如今長大的少年李小龍回來向葉問拜師，但李小龍因為對葉問說的話有所誤會而離去。葉問次子葉正在志仁小學就讀，一天與其父同是詠春武術家的同班同學張峰切磋武術，都一心想證明彼此的父親誰更強。因此被老師叫到學校會面的葉問得以認識張峰之父張天志，得知他同樣來自贊先生門派，作為自己的同門師兄弟。武藝精湛的張天志最大夢想是開一間正宗詠春武館，因此白天當人力車車夫、晚上在洋人經營的拳擊俱樂部中打拳賺錢謀生；為了爭奪詠春勝負，張天志將葉問視為最大對手。
拳擊俱樂部的黑人老闆費蘭奇收買當地警察維持勢力，有意想收購志仁小學的土地而為己所用，委派左右手馬鯨笙帶領手下去協調。當小學校長不肯賣掉小學後，馬鯨笙幾天下來開始盡他所能地在小學放肆鬧事，迫使葉問與弟子們日夜駐守於小學內提防馬鯨笙的人馬回來。身為葉問舊識的本地探長肥波因為自己的上司被費蘭奇收買，因此無法調派人手防衛學校。當馬鯨笙的拳術師父田傲山得知自己徒弟變成地痞流氓後，在葉問陪伴下去找馬鯨笙斥責一通，毫無悔意的馬鯨笙試圖拿匕首刺殺田師傅，卻再次被葉問出手制止。
不甘心被公然侮辱的馬鯨笙看上在拳擊場中百戰百勝的張天志之身手，用錢誘惑他為自己辦事，張天志於是奉命蒙面去打傷田師傅的手臂而使他送醫搶救。為了將葉問引開，馬鯨笙冒充名義通知葉問關於田師傅住院，趁葉問趕往醫院期間到小學抓走葉正和張峰在內的幾位小學生，準備用人質脅迫校長賣掉小學。葉問為了救兒子而代替校長到馬鯨笙一夥的船廠，被迫向他磕頭認錯，但張天志這時也因兒子被抓而出手相救，協助葉問擊敗馬鯨笙一夥。肥波藉由此事向記者公開馬鯨笙等人的暴行，導致皇家警察介入調查，肥波的上司因此終止跟費蘭奇的合作關係。
費蘭奇將做事一敗塗地的馬鯨笙解僱後，指派馬鯨笙走前僱來的一位泰拳高手去襲擊葉問。而葉問的妻子張永成被診斷出罹患癌症，病情逐漸加重而只剩半年生命。葉問將兒子救回家後才得知她患病，非常後悔自己沒有好好花時間陪伴妻子，所以帶著妻子四處求醫，而泰拳高手在一間電梯中伏擊他們夫妻，卻仍然被葉問打敗。為了結束一切恩怨，葉問親自來到拳擊場跟身材魁梧的拳擊高手費蘭奇一戰，在限時三分鐘的拳擊較量中，葉問抵擋住拳速驚人的費蘭奇猛烈攻擊，但卻受了內傷，最後雙方最後以平手收場，但費蘭奇因此對葉問感到佩服而且承諾不再找葉問的麻煩。
張天志如願以償地開設自己的武館，但見到報上處處宣傳葉問的善舉和名聲而對此不服，一心想證明自己的詠春更為正宗。張天志隨後挑戰並連勝全香港所有武術師父，其名聲和地位迅速攀升，隨後在報紙上公然挑戰葉問，定下勝者可以在武館掛上“詠春正宗”牌匾的約定。比武當天，葉問不惜棄戰，找回李小龍學會跳舞技巧後，陪永成跳交際舞，永成跳舞期間一度重病昏倒，隨後被醫生告知自己時日無多。由於葉問沒有應戰，張天志不戰而勝而掛上牌匾。住院的永成認為比武一直是丈夫所期望，因此自願陪伴他去跟張天志一戰。
葉問受妻子的陪伴下到張天志的武館重新挑戰，陸續以棍法、刀法、拳法交戰。兩大詠春高手打的不相上下、難以分出勝負，張天志一度擊中葉問的眼睛，但葉問仍然以詠春聽橋方式繼續戰鬥，最後以兩計寸勁將自負的張天志擊敗。張天志徹底服輸、自歎不如，在葉問面前打爛自己的詠春正宗牌匾，葉問陪妻子離開前希望張天志從此能好好重視家人。之後，葉問陪伴永成直到她次年去世，在家中的客廳裡看著裝有永成相片的懷錶而永遠懷念她，最後跟兒子葉正和全體徒弟拍下一張合照。

## 演員
| 演員                    | 角色   | 簡介 |
| 甄子丹                  | 葉問   | 詠春拳一代宗師，師承陳華順，于佛山出生，後來與家人逃难到香港，習武成癡、榮譽感十足的他也非常關心家人。         |
| 張晉 （粵語配音：雷霆） | 張天志 | 詠春拳高手，以人力車車夫謀生，與葉問是同門，但有不同想法。一心想開設武館來教授“正宗”詠春，將葉問視為競爭對手。 |
| 熊黛林                  | 張永成 | 葉問的妻子，當時已罹患癌症，總是希望丈夫能多花時間陪她，但她同樣理解丈夫對習武的熱衷。                         |
| 譚耀文                  | 馬鯨笙 | 地痞流氓，年輕時學過拳術，後來因利欲熏心而叛離門派、在外放肆妄為，屢次跟葉問結下樑子。                         |
| 鄭則仕                  | 肥波   | 探長，跟葉問等武術師父是老相識。                                                                               |
| 王實                    | 葉正   | 葉問和張永成的次子，年僅9歲的小學生。                                                                          |
| 崔璨                    | 張峰   | 張天志之子，同樣對父親十分崇拜。                                                                               |
| 梁家仁                  | 田傲山 | 拳術師父，在香港武術界備受尊敬，馬鯨笙原來的武術師父。                                                         |
| 張繼聰                  | 徐力   | 葉問的大徒弟，對黃老師有好感                                                                                   |
| 陳國坤                  | 李小龙 | 葉問近期收的徒弟，年少時就曾經拜過師，同時教導葉問跳舞技巧。                                                   |
| 蔡瀚億                  | 李生   | 本地報社記者，負責報導跟香港武術有關的專欄。                                                                   |
| 羅莽                    | 羅駿霆 | 駿霆武館館主，修煉螳螂拳，葉問的舊識。                                                                         |
| 劉以達                  | 校長   | 志仁小學的校長，屢次受馬鯨笙一夥敲詐，但一直不肯賣掉學校。                                                     |
| 吳千語                  | 黃老師 | 小學教師，葉正的班主任。                                                                                       |
| 邁克·泰森               | 費蘭奇 | 特別演出，身材魁梧的拳王，經營地下拳賽俱樂部，為馬鯨笙的老闆。                                                 |
| 西門·庫克               |        | 特別演出，武藝高強的泰拳手，費蘭奇的手下，在醫院襲擊葉問夫婦失敗。                                             |

## 工作人員
- 製作公司：天馬電影製作有限公司
- 監製：黃百鳴
- 導演：葉偉信
- 動作導演：袁和平
- 詠春顧問：葉正、葉準
- 編劇：黃子桓、陳大利、梁禮彥
- 攝影指導：謝忠道
- 美術總監：麥國強
- 服裝指導：利碧君
- 剪接：張嘉輝
- 視覺效果：梁偉民、余國亮、林嘉樂
- 原創音樂：川井憲次
- 音響效果：曾景祥、姚俊軒

## 製作

### 拍攝
繼早前甄子丹不慎傷及泰森手指骨導致骨折後，6月8日拍攝一場張晉挑戰甄子丹戲份，兩人均以詠春八斬刀對戰，他倆持刀貼近面部連環攻守，張晉要飛身刀劈子丹正面，未料不慎劈中子丹鼻樑，張晉即時撲前慰問，又用消毒噴霧為子丹消毒，子丹的鼻樑傷口破開流血，附近皮肉亦開始腫瘀。不過休息一晚後，在6月9日他亦火速繼續投入拍攝。不過張晉卻十分內疚。

### 宣傳推廣
2015年5月6日，甄子丹與前拳王泰森擔正在上海舉行記者招待會，兩人首次見面互相稱讚，更率先在擂台上演「詠春」惡鬥「西洋拳」。歌手譚詠麟、草蜢等也現身支持，同場亦有總監製黃百鳴、演員吳千語及身高達2米35的CBA巨人孫明明等，吸引3500名觀眾入場觀賞。

## 發行

### 评价
M1905电影网影评：“在打戏上，《叶问3》基本保持了前两部的水准。甄子丹和张晋的咏春的对决鏖战许久，由于不像前两部结尾叶问和外国人要拼个你死我活，这段打戏的气质也显得纯粹，没有那种明明快要撑不住，但一想到“是中国人就要站起来”的愤慨，它更像第二部中叶问与洪金宝的圆桌比武，拳掌之间要争得是只是功夫上的高下。另外，《叶问3》在描绘叶问的感情上也用了之前未有过的笔墨。这一次，叶问可以不顾张天志发起的挑战和妻子跳舞，陪护生病的她看病抓药，甜蜜程度堪比爱情电影，当看到中年的叶问像小孩子一样念报纸上的蹩脚笑话给张永成听，还真是让人有点感动。”

### 票房
本片票房预算为3600万美元。全球总票房为1.56億美元。
中國大陸方面，最終累计7.69亿人民币。
香港方面，票房超過6000萬，登上了香港最高電影票房收入列表華語電影第4位。
台灣方面，口碑場三天票房為新台幣2000萬元；正式上映後，首週票房累計至新台幣1.3億元；次週票房累計至新台幣1.6億元；第三週票房累計至新台幣1.85億元；第四週票房累計至新台幣2.01億元；最終全台票房為新台幣2.2億元。
馬來西亞方面，该片创马来西亚開埠以來最高華語片票房紀錄，票房直衝3000萬馬幣。
北美方面，最終票房为267萬美元。
| 上一届： 《STAR WARS：原力覺醒》 | 2016年台灣週末票房冠軍 第1-2周    | 下一届： 《神鬼獵人》   |
| 上一届： 《STAR WARS：原力覺醒》 | 2016年台北週末票房冠軍 第1周      | 下一届： 《神鬼獵人》   |
| 上一届： 《星球大戰：原力覺醒》  | 2016年香港一週票房冠軍 第0-1周    | 下一届： 《復仇勇者》   |
| 上一届： 《美人鱼》              | 2016年中国内地一周票房冠军 第10周 | 下一届： 《疯狂动物城》 |

## 爭議

### 中国票房造假问题
《叶问3》于2016年3月4日在中国上映后，有网友在社交网络平台发出全国各地不同影院购票场次截图，质疑《叶问3》票房造假，这些造假证据包括“同一个观影厅10分钟一场”、“零点场满场”、“凌晨一两点还场场爆满”、“工作日非黄金时段影票售罄”、“票价203元”等情况。事发后，中影武汉光谷天河国际影城市场经理金喆就票房造假致歉，而中影影院投资有限公司表示对于该影院的做法，将作出处罚并给予通报批评。而国家新闻出版广电总局电影局也约谈了《叶问3》片方负责人，并对票房造假问题着手调查。
3月19日，全国电影市场专项治理办公室查实，参与不实排场、情节严重的73家影院，场次有7600余场、涉及票房3200万元。同时，该片总票房中含有部分自购票房，发行方认可的金额为5600万元。全国电影市场专项治理办公室决定，对经查实的3200万元的虚假票房不予认可，不计入全国电影票房统计数据。《叶问3》是中国内地首起官方查证后公开通报详细作假数目的票房作假案。
以下是对《叶问3》相关责任方做出的处理：
1. 对该片发行方大银幕（北京）发行公司暂停新的电影发行业务1个月，责其进行整改。
2. 对参与不实排场、情节较严重的73家影院提出严重警告，由所在地电影行政管理部门进行诫勉谈话，名单在中国电影发行放映协会网站曝光。
3. 对73家影院所属20家院线公司通过中国电影发行放映协会网站进行通报批评。
4. 对虚假场次出票相对集中的三家电商提出严重警告，由电影局诫勉谈话。

电影投资人、十方控股主席施建祥因此事辞职。

### 歌曲抄襲
電影歌曲《葉問》由歌手老貓及王蓉創作，此曲與韓國組合B.A.P歌曲《No Mercy》前奏相似，遭指抄襲。

## 獎項
| 年份 | 頒獎典禮             | 獎項         | 獲提名                 | 結果 |
| ---- | -------------------- | ------------ | ---------------------- | ---- |
| 2015 | 第7屆澳門國際電影節  | 最佳影片     | 《葉問3》              | 提名 |
| 2015 | 第7屆澳門國際電影節  | 最佳編劇     | 黃子桓                 | 提名 |
| 2015 | 第7屆澳門國際電影節  | 最佳男主角   | 甄子丹                 | 提名 |
| 2015 | 第7屆澳門國際電影節  | 最佳男配角   | 邁克·泰森              | 提名 |
| 2015 | 第7屆澳門國際電影節  | 最佳女配角   | 吳千語                 | 提名 |
| 2015 | 第7屆澳門國際電影節  | 最佳攝影     | 謝忠道                 | 提名 |
| 2015 | 第十屆亞洲電影大獎   | 最佳男主角   | 甄子丹                 | 提名 |
| 2015 | 第十屆亞洲電影大獎   | 最佳男配角   | 張晉                   | 提名 |
| 2015 | 第十屆亞洲電影大獎   | 最佳美術指導 | 麥國強                 | 提名 |
| 2016 | 第35屆香港電影金像獎 | 最佳電影     | 《葉問3》              | 提名 |
| 2016 | 第35屆香港電影金像獎 | 最佳導演     | 葉偉信                 | 提名 |
| 2016 | 第35屆香港電影金像獎 | 最佳男配角   | 張晉                   | 提名 |
| 2016 | 第35屆香港電影金像獎 | 最佳攝影     | 謝忠道                 | 提名 |
| 2016 | 第35屆香港電影金像獎 | 最佳剪接     | 張嘉輝                 | 獲獎 |
| 2016 | 第35屆香港電影金像獎 | 最佳動作設計 | 袁和平                 | 提名 |
| 2016 | 第35屆香港電影金像獎 | 最佳音響效果 | 曾景祥、姚俊軒         | 提名 |
| 2016 | 第35屆香港電影金像獎 | 最佳視覺效果 | 梁偉民、余國亮、林嘉樂 | 提名 |
| 2016 | 第53屆金馬獎         | 最佳视觉效果 | 梁偉民、余國亮、林嘉樂 | 提名 |
| 2016 | 第53屆金馬獎         | 最佳美术设计 | 麦国强                 | 提名 |
| 2016 | 第53屆金馬獎         | 最佳动作设计 | 袁和平                 | 提名 |
| 2016 | 第53屆金馬獎         | 最佳剪辑     | 张嘉辉                 | 提名 |

## 外部連結
- 互联网电影数据库（IMDb）上《葉問3》的资料（英文）
- Box Office Mojo上《葉問3》的資料（英文）
- AllMovie上《葉問3》的资料（英文）
- 爛番茄上《葉問3》的資料（英文）
- Metacritic上《葉問3》的資料（英文）
- 開眼電影網上《葉問3》的資料（繁體中文）
- Yahoo奇摩電影上《葉問3》的資料（繁體中文）
- 雅虎香港電影上《葉問3》的資料（繁體中文）
- 豆瓣电影上《葉問3》的資料 （简体中文）
- 时光网上《葉問3》的資料（简体中文）
- 香港影庫上《葉問3》的資料（繁體中文）
- 葉問3（台灣）的Facebook專頁